# 石田拓実
石田 拓実（いしだ たくみ、1976年8月12日 - ）は、日本の漫画家。大阪府出身。東京都在住。関西大学工学部卒業。材料工学を専攻していた。

## 略歴
- 過去に、石田拓実、東村アキコ、鈴野比佐子、ヤマモトミワコ[注 1][6][7]の4人共同で「焼き菓子横丁」というホームページを開いていた[6][8]（2003年12月31日閉鎖[9]）。
- 1993年 - 17歳の時に『ぶ〜けデラックス』秋号掲載「姉妹の法則」でデビュー[2]。
- 1998年 - 関西大学工学部卒業[3][4]。
- 2001年 - 3月にそれまで勤めていた会社を退職し、専業漫画家になる[10]。
- 2013年 - 『Kiss』（講談社）12月号より『カカフカカ』を連載開始[11]。
- 2020年 - 『カカフカカ』が累計235万部を突破した[12]。『Kiss』（講談社）2021年1月号にて『カカフカカ』連載終了[13]。

## 作品リスト

### 漫画
特記している書籍以外、全て集英社、マーガレットコミックスから刊行されている。
- ベイベェ ベイベェ（1997年9月25日発売[14]、ISBN 4-08-848714-1）
  - ベイベェ ベイベェ（『ぶ〜けデラックス』1997年春号）
  - あるいはそれぞれのハッピーエンド（『ぶ〜けデラックス』1996年晩夏号）
  - おとこともだち（『ぶ〜け』1996年5月号）
  - ラブ・フーリガン（『ぶ〜け』1996年7月号）
- 色恋寓話（1998年、全1巻）
- スプーン一杯の愛情（1998年 - 1999年、全2巻）
- クライン ベイビ。（2000年10月25日発売[15]、ISBN 4-08-847298-5）
  - クライン ベイビ。（『ぶ〜けデラックス』2000年春号）
  - ハチとミツ（『Cookie』2000年7月号）
  - パー・ライ（『Cookie』1999年9月号Vol.1）
  - これもすべてロマンス（『ぶ〜けデラックス』1994年夏号）
- 汚れてる暇なんかない（2000年 - 2002年、全3巻）
- ジグ☆ザグ丼（2002年 - 2004年、全6巻）
- パラパル（2005年 - 2008年、全9巻）
- はしたなくて ごめん（2009年 - 2013年、全7巻）
- カカフカカ（講談社、2013年 - 2020年、全12巻）
- かわいい かわいい 女の子（2014年1月24日発売[16]、ISBN 978-4-08-845155-8、全1巻）
  - かわいい かわいい 女の子（『Cookieフレッシュ』2006年号、『Cookie BOX』2007年初夏号、『Cookie』2010年10月号[17]、2013年11月号）
- トライボロジー[注 2]（2014年 - 2016年、全3巻）
  1. 2015年1月23日発売[18]、『Cookie』2014年3月号[19] - 11月号、ISBN 978-4-08-845337-8
  2. 2015年11月25日発売[20]、『Cookie』2015年1月号 - 9月号、ISBN 978-4-08-845488-7
  3. 2016年7月25日発売[21]、『Cookie』2015年11月号 - 2016年7月号、ISBN 978-4-08-845613-3
    - Report01:白長谷side.（描きおろし）

### イラスト
- 萌えがたり[22]（『君恋 学生編』Vol.1）

### 単行本未収録作品
- 思春期な季節（『ぶ〜け』1992年12月号）
- 明日は明日の…（『ぶ〜け』1993年4月号）
- 姉妹の法則（『ぶ〜けデラックス』1993年秋号、デビュー作）
- 眠れる真昼の深海魚（『ぶ〜け』1994年4月号）
- カカフカカ〜2年後話〜[23][24]（『Kiss』（講談社）2021年12月号）
- たわごとごっこ[25][26][27]（『Kiss』2022年2月号）

## 評価
- 若者の恋愛模様を絡めながら、独自の視点で進むストーリー。
- 作者の独特の口語体が固定ファンをつくっていると思われる。
- 作品には普通のようで普通でない登場人物が多く見られる。誰とでもSEXをする主人公、同性に恋心を抱く大学生（女）など。主人公であれ、脇役であれ、1人は性に対して抵抗の無い人物がいる。

## 関連人物
- 東村アキコ - 2001年の集英社パーティで出会い、東村が宮崎から大阪に出たときから、親友となり、東村は早書きで時間があり応援助っ人として助力し、石田は初心者だった東村に漫画家としてのノウハウやアシスタントとの漫画作成の方法を教えた[28][29]。逆に、東村アキコの最初の巻頭漫画100ページの時はすごい作業量なので、石田が手伝った[30]。東村の応援助っ人は時間は短くなったが、両者が上京した現在も続いている[31]。